# 朝比奈藤兵衛
朝比奈 藤兵衛（あさひな とうべえ、生没年不詳）は、江戸時代前期の侠客。姓は山中。

## 経歴・人物
大坂の人物で阿部左馬助の臣。大力なことから和田合戦の朝比奈義秀に擬せられ、朝比奈と称された。鶴の丸の親分とも呼ばれた。荒木又右衛門に剣を学び、東軍流の達人であったと伝わる。